# جين بيتون
جين بيتون (بالإنجليزية: Jane Peyton)‏ هي ممثلة أمريكية، ولدت في 26 أكتوبر 1870 في سبرنغ غرين في الولايات المتحدة، وتوفيت في 8 سبتمبر 1946.

## وصلات خارجية
- جين بيتون على موقع قاعدة بيانات برودواي على الإنترنت (الإنجليزية)